# Candelariella
Genre
Candelariella (du latin candela, « chandelle », couleur jaune du thalle identique à celle des chandelles faites autrefois en cire et de iella) est un genre de Lichens, de la famille des Candelariaceae.

## Liste d'espèces
Selon NCBI (16 mai 2013) :
- Candelariella aggregata
- Candelariella antennaria
- Candelariella aurella
- Candelariella biatorina
- Candelariella borealis
- Candelariella californica
- Candelariella citrina
- Candelariella complanata
- Candelariella coralliza
- Candelariella corallizoides
- Candelariella deppeanae
- Candelariella efflorescens
- Candelariella kansuensis
- Candelariella lutella
- Candelariella medians
- Candelariella placodizans
- Candelariella reflexa
- Candelariella rosulans
- Candelariella spraguei
- Candelariella subdeflexa
- Candelariella terrigena
- Candelariella vitellina
- Candelariella xanthostigma

Selon ITIS (16 mai 2013) :
- Candelariella antennaria
- Candelariella arctica (Körb.) R. Sant.
- Candelariella athallina (Wedd.) Du Rietz
- Candelariella aurella (Hoffm.) Zahlbr.
- Candelariella canadensis
- Candelariella citrina
- Candelariella deflexa
- Candelariella dispersa Hakul.
- Candelariella efflorescens R.C. Harris & W.R. Buck
- Candelariella lutella (Vain.) Räsänen
- Candelariella placodizans (Nyl.) H. Magn.
- Candelariella plumbea
- Candelariella rosulans
- Candelariella spraguei
- Candelariella stenospora
- Candelariella subdeflexa
- Candelariella terrigena
- Candelariella vitellina (Ach.) Müll. Arg.
- Candelariella xanthostigma (Ach.) Lettau

Selon Catalogue of Life (16 mai 2013) :
- Candelariella antennaria
- Candelariella aurella
- Candelariella biatorina
- Candelariella boikoi
- Candelariella boleana
- Candelariella californica
- Candelariella canadensis
- Candelariella citrina
- Candelariella complanata
- Candelariella coralliza
- Candelariella corallizoides
- Candelariella deppeanae
- Candelariella efflorescens
- Candelariella immarginata
- Candelariella kansuensis
- Candelariella kuusamoensis
- Candelariella lichenicola
- Candelariella lutella
- Candelariella medians
- Candelariella reflexa
- Candelariella rosulans
- Candelariella spraguei
- Candelariella subdeflexa
- Candelariella viae-lacteae
- Candelariella vitellina
- Candelariella xanthostigma
- Candelariella xanthostigmoides